# كويزليت
كويزليت (بالإنجليزية:Quizlet) هي أداة التعلم عبر الإنترنت التي أنشأتها سميلارويب. وقد صممت في الأصل في أكتوبر عام2005 وافرج عنه للجمهور في يناير كانون الثاني عام 2007. اعتبارًا من شهر نوفمبر عام 2011، كويزلت أصبح لديها أكثر من 100 مليون بطاقات تعليمية مقدمة للمستخدمين وأكثر من 40 مليون زائر شهريا. كما أنها تحتل مرتبة أفضل 50 مواقع في الولايات المتحدة وكا سرع الموقع في نموا التعليمي في الولايات المتحدة في عام 2012.

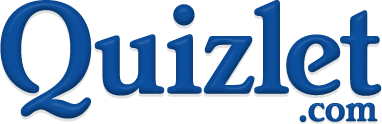
شعار الكويزلت عام 2012

## التاريخ
بدأت كويولت كفكرة تصور من قبل ساذرلاند على حفظ 111 أسماء الحيوانات لفصله الفرنسية. وبعد تحقيق هذه المهمة الشاقة المتمثلة في تحفيظ الميكانيكية، جلس ساذرلاند أسفل لكتابة رمز لبرنامج لمساعدته في تحفيظ. تم إلغاء هذه الأسطر الأولى من التعليمات البرمجية ومن ثم إعادة كتابة بدقة على مدى 420 يوما من ساذرلاند. في أكتوبر 2005، وأطلق سراح كويزلت للجمهور.
حتى عام 2011، وتقاسم كويزلت الموظفين والموارد المالية مع جامعي أسبوعي موقع على شبكة الإنترنت. وفي عام 2015، أعلن كويزلت رفع 12 مليون دولار من يونيون سكوير فنتشرز وكوستانوا وفينشر كابيتال، لتوسيع أدواته لدراسة الرقمية والنمو على الصعيد الدولي.
في عام 2011، وأضاف كويزلت القدرة على الاستماع إلى المحتوى باستخدام النص إلى كلام.و في أغسطس 2012، أصدرت كويزلت التطبيق للايفوان وبعده فترة وجيزة صدر التطبيق لأجهزة الاندرويد.

## طرق الدراسة وألعاب
كأداة للتحفيظ، كويزلت تييح للمستخدمين المسجلين على تشكيل «مجموعات» من حيث تخصيصها لتلبية احتياجاتهم الخاصة. هذه حيث يمكن بعد ذلك تستطيع المجموعات من ان تدرس تحت عدة طرق من الدراسة.
بطاقات فلاش
هذا الوضع يشبه ورقة بطاقات فلاش. في ذلك، وتظهر للمستخدمين «بطاقة» لكل مصطلح. يمكن للمستخدمين النقر على الوجه على البطاقة، أو استخدام مفاتيح الأسهم الخاصة، والاطلاع على تعريف لهذا المصطلح.
الجاذبية 
في وضع هذه الدراسة، تعريفات التمرير عموديا إلى أسفل الشاشة في شكل الكويكبات. يجب على المستخدم اكتب المصطلح الذي يذهب مع التعريف قبل أن تصل إلى الجزء السفلي من الشاشة. أنها واحدة من وسائل الدراسة اللعب.
تعلم 
في وضع هذه الدراسة، وتظهر للمستخدمين مصطلح أو تعريف، ويجب أن اكتب المصطلح أو التعريف أن يذهب مع ما هو مبين. بعد دخول جوابهم، يرون المستخدمين إذا كانت إجابتهم صحيحة أم لا، ويمكن أن تختار لتجاوز الدرجات التلقائي والاعتماد جوابهم كما الحق إذا لزم الأمر.

### على المدى الطويل التعلم
في وضع هذه الدراسة، يتم إعطاء المستخدمين مجموعة أوصت الدراسة على أساس ما إذا كان أو لا يجيبون مجموعة أسئلة الدراسة بشكل صحيح. تكرار حيث أجاب تزيد بشكل غير صحيح في وتيرة ويظهر لوحة القيادة تعلم التقدم مع مرور الوقت. يستخدم وضع مفاهيم تكرار متباعدة للتركيز على الاحتفاظ على المدى الطويل وإتقان تخضع مقابل تحفيظ المدى القصير.

#### الإملاء
في هذا الوضع، هو قراءة المدى بصوت عال ويجب على المستخدمين كتابة في الأجل مع الإملاء الصحيح.

#### مبعثر
في وضع هذه الدراسة، يتم عرض المستخدمين مع شبكة بشروط المنتشرة حوله. للمستخدمين سحب الشروط على رأس التعاريف المرتبطة بها لإزالتها من الشبكة، ومحاولة لمسح الشبكة في اسرع وقت ممكن.

## أي بي أي
يوفر كويزلت على واجهة برمجة التطبيقات أن يسمح للآخرين للوصول إلى البيانات كويزلت وتشمل الوظائف المتاحة تحميل وتنزيل البطاقات التعليمية، وتعديل البطاقات التعليمية المستخدمين، وإيجاد تعريفات إنشاؤها من قبل المستخدمين كويزلت.